# Proteína total en suero
La proteína total en suero, también llamada proteína total en plasma o proteína total, es una prueba bioquímica para medir la cantidad total de proteína en plasma sanguíneo o suero.
La proteína en el plasma está compuesta de albúmina y globulina. La globulina, a su vez, está compuesta de globulinas α1, α2, β, y γ. Estas fracciones pueden ser cuantificadas usando electroforesis de proteínas, pero el examen de proteína total, que estima el total de todas las fracciones juntas, es más rápido y barato. El método tradicional para medir la proteína total usa el reactivo de Biuret, pero ahora, hay disponibles otros métodos químicos. Usualmente la medida es realizada junto con otros exámenes de laboratorio en analizadores automáticos.
El rango de referencia para la proteína total es de 60-80g/L. Concentraciones debajo del rango de referencia usualmente reflejan la concentración baja de albúmina, por ejemplo en la enfermedad del hígado o la infección aguda. Las concentraciones sobre el rango de referencia son encontradas en paraproteinemia, la enfermedad de Hodgkin, o la leucemia.
- Datos: Q1993436